# Omloop Het Nieuwsblad

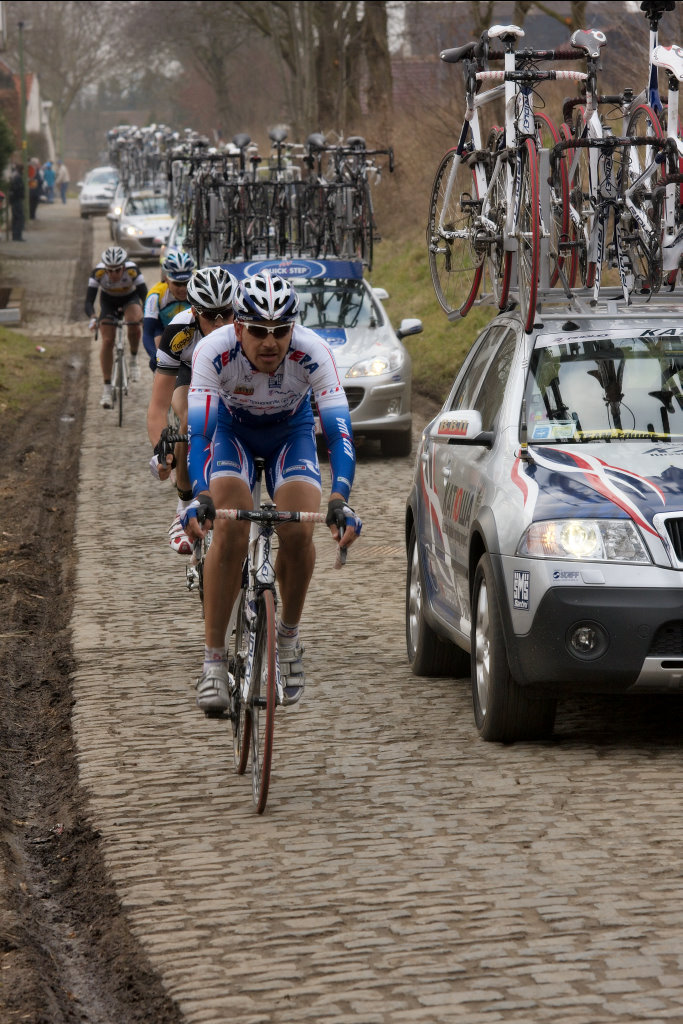
Smala branta sträckor, ofta med gatsten, gör att loppet kallas "Lilla Flandern runt" (Kleine Ronde van Vlaanderen). Här ses Nikolaj Trussov tränga sig förbi bilkortegen 2019.

Omloop Het Nieuwsblad, de två första åren (1945-1946) kallad Omloop van Vlaanderen och sedan fram till och med 2008 Omloop Het Volk, är en cykeltävling i Östflandern, Belgien. Det är en endagstävling som räknas som "halvklassiker". Tävlingen går av stapeln den sista lördagen i februari eller den första i mars och inleder därmed säsongen i "norra" Europa (Kuurne-Bryssel-Kuurne avgörs dagen därpå). Tävlingen kännetecknas av backar (flera med gatsten) och ses ofta som en mindre variant av Flandern runt; många vägavsnitt förekommer i båda tävlingarna. Vanligtvis är både start och mål förlagda till Gent (från 2018 ligger dock målet i Ninove och 1997-2007 låg det i Lokeren, medan både start och mål låg i Sint-Amandsberg 1987-1990).
Tävlingen startades 1945 av dagstidningen Het Volk medan tidningen Het Nieuwsblad då redan arrangerade Flandern runt. När Het Volk gick upp i Het Nieuwsblad 2008 fick tävlingen namnet Omloop Het Nieuwsblad. Loppet ingår sedan 2017 i UCI World Tour, innan dess klassificerades det som UCI Europe Tour 1.HC.
Vädret har ibland ställt till det för loppet, framförallt genom snö och kyla. Så skedde natten före tävlingsdagen åren 1955, 1974 och 1988, dock utan att tävlingen ställdes in. Men 1971 flyttades tävlingen tre veckor, till slutet av mars, på grund av vintervädret och loppet ställdes in helt 1986 och 2004. Att tävlingen ställdes in 1960 berodde dock inte på vädret, utan på bråk mellan arrangören och cykelförbundet om tävlingens kvalifikationer.
Loppet har främst varit en belgisk affär med 58 segrar av 78 möjliga till och med 2023 (näst flest segrar har Italien och Nederländerna med fem vardera). Det har vunnits tre gånger vardera av belgarna Joseph Bruyère (1974, 1975 och 1980), Ernest Sterckx (1952, 1953 och 1956) och Peter van Petegem (1997, 1998 och 2002). Fjorton personer, varav tretton belgare och en britt (Ian Stannard), har vunnit två gånger.
Ingen cyklist har hittills vunnit Omloop Het Volk/Nieuwsblad, Gent-Wevelgem och Flandern runt under ett och samma år. Belgarna Greg Van Avermaet (2017), Jaan Raas (1981) och Eddy Merckx (1973) har alla tre först lyckats vinna Omloop och sedan Gent-Wevelgem, men i Flandern runt blev Van Avermaet tvåa (slagen med 28 sekunder) och de båda övriga trea respektive år. Även Noel de Pauw (1965) och Tom Steels (1996), också de från Belgien, har vunnit Omloop Het Volk och Gent-Wevelgem under samma år.

## Vinnare

### Herrar elit[3]
- 2025 -  Søren Wærenskjold
- 2024 -  Jan Tratnik
- 2023 -  Dylan van Baarle
- 2022 -  Wout van Aert
- 2021 -  Davide Ballerini
- 2020 -  Jasper Stuyven
- 2019 -  Zdeněk Štybar
- 2018 -  Michael Valgren
- 2017 -  Greg Van Avermaet
- 2016 -  Greg Van Avermaet
- 2015 -  Ian Stannard
- 2014 -  Ian Stannard
- 2013 -  Luca Paolini
- 2012 -  Sep Vanmarcke
- 2011 -  Sebastian Langeveld
- 2010 -  Juan Antonio Flecha
- 2009 -  Thor Hushovd
- 2008 -  Philippe Gilbert
- 2007 -  Filippo Pozzato
- 2006 -  Philippe Gilbert
- 2005 -  Nick Nuyens
- 2004 - Inställt på grund av snö
- 2003 -  Johan Museeuw
- 2002 -  Peter Van Petegem
- 2001 -  Michele Bartoli
- 2000 -  Johan Museeuw
- 1999 -  Frank Vandenbroucke
- 1998 -  Peter Van Petegem
- 1997 -  Peter Van Petegem
- 1996 -  Tom Steels
- 1995 -  Franco Ballerini
- 1994 -  Wilfried Nelissen
- 1993 -  Wilfried Nelissen
- 1992 -  Johan Capiot
- 1991 -  Andreas Kappes
- 1990 -  Johan Capiot
- 1989 -  Etienne De Wilde
- 1988 -  Ronny Van Holen
- 1987 -  Teun Van Vliet
- 1986 - Inställt på grund av snö
- 1985 -  Eddy Planckaert
- 1984 -  Eddy Planckaert
- 1983 -  Alfons De Wolf
- 1982 -  Alfons De Wolf
- 1981 -  Jan Raas
- 1980 -  Joseph Bruyère
- 1979 -  Roger De Vlaeminck
- 1978 -  Freddy Maertens
- 1977 -  Freddy Maertens
- 1976 -  Willem Peeters
- 1975 -  Joseph Bruyère
- 1974 -  Joseph Bruyère
- 1973 -  Eddy Merckx
- 1972 -  Frans Verbeeck
- 1971 -  Eddy Merckx
- 1970 -  Frans Verbeeck
- 1969 -  Roger De Vlaeminck
- 1968 -  Herman Van Springel
- 1967 -  Willy Vekemans
- 1966 -  Jo de Roo
- 1965 -  Noël De Pauw
- 1964 -  Frans Melckenbeeck
- 1963 -  René Van Meenen
- 1962 -  Robert De Middeleir
- 1961 -  Arthur De Cabooter
- 1960 - Inställt
- 1959 -  Seamus Elliott
- 1958 -  Joseph Planckaert
- 1957 -  Norbert Kerckhove
- 1956 -  Ernest Sterckx
- 1955 -  Lode Anthonis
- 1954 -  Karel De Baere
- 1953 -  Ernest Sterckx
- 1952 -  Ernest Sterckx
- 1951 -  Jean Bogaerts
- 1950 -  André Declerck
- 1949 -  André Declerck
- 1948 -  Sylvain Grysolle[8]
- 1947 -  Albert Sercu
- 1946 -  André Pieters
- 1945 -  Jean Bogaerts

### Amatörer
| - 2008 Joeri Clauwaert - 2007 Gert Dockx - 2006 Dominique Cornu - 2005 Nic Ingels - 2004 Stijn Vandenbergh - 2003 Preben Van Hecke - 2002 Johan Vansummeren - 2001 Gert Steegmans - 2000 Gorik Gardeyn - 1999 Kevin Hulsmans - 1998 Wesley Huvaere - 1997 Leif Hoste - 1996 Steven Van Malderghem - 1995 Danny In 't Ven - 1994 Patrick Ruyloft - 1993 Mario Liboton - 1992 Rufin De Smet - 1991 Stéphane Hennebert - 1990 Patrick Van Roosbroeck - 1989 Pascal De Roeck | - 1988 Johnny Dauwe - 1987 Benny Heylen - 1986 Peter Roes - 1985 Marc Sprangers - 1984 Carlo Bomans - 1983 Franky Van Oyen - 1982 Alain Lippens - 1981 Willem Van Eynde - 1980 Johny Broers - 1979 Peter Zijerveld - 1978 François Caethoven - 1977 Gérard Mak - 1976 Jacques Vooys - 1975 Jean-Luc Vandenbroucke - 1974 Hans Koot - 1973 Gerrie Knetemann - 1972 Freddy Maertens - 1971 Inställd - 1970 Frans Verhaegen - 1969 Emile Cambré | - 1968 Joseph Schoeters - 1967 Pol Mahieu - 1966 Marcel Maes - 1965 Robert Legein - 1964 Hubert Criel - 1963 Jozef Timmerman - 1962 Léon Lenaerts - 1961 Em. Verbiest - 1960 Inställd - 1959 Willy Declercq - 1958 Lucien Stevens - 1957 A. Auwers - 1956 Gustaaf De Smet - 1955 Gabriel Borra - 1954 Piet de Jongh - 1953 Rik Van Looy - 1952 Gilbert Van de Wiele - 1951 R. Vercaemer - 1950 Georges Vermeersch |

### Juniorer
- 2008  Haan Wouter
- 2007  Kyril Pozdnyakov
- 2006  Edvaldas Šiškevicius
- 2005  Klaas Lodewyck
- 2004  Wim Van Hoolst
- 2003  Jan Bakelants
- 2002  Joost van Leijen
- 2001  Arturs Ansons
- 2000  Peter Möhlmann

## Damer
"Omloop Het Nieuwsblad-vrouwen elite"/"Circuit Het Nieuwsblad-femmes elite" startade säsongen 2006 och var rankat som 1.1 av UCI fram till och med 2022. Det fördes över till UCI Women's World Tour 2023.

### Segrare[9]
- 2025  Lotte Claes
- 2024  Marianne Vos
- 2023  Lotte Kopecky
- 2022  Annemiek van Vleuten
- 2021  Anna van der Breggen
- 2020  Annemiek van Vleuten
- 2019  Chantal Blaak
- 2018  Christina Siggaard
- 2017  Lucinda Brand
- 2016  Elizabeth Armitstead
- 2015  Anna van der Breggen
- 2014  Amy Pieters
- 2013  Tiffany Cromwell
- 2012  Loes Gunnewijk
- 2011  Emma Johansson
- 2010  Emma Johansson
- 2009  Suzanne De Goede
- 2008  Kirsten Wild
- 2007  Mie Becker Lacota
- 2006  Suzanne De Goede